# Sionisme chrétien
Pour les articles homonymes, voir Sionisme (homonymie).
Le sionisme chrétien est un courant du christianisme évangélique selon lequel la création de l'État d'Israël en 1948 est en accord avec les prophéties bibliques et prépare le retour de Jésus comme Christ en gloire de l'Apocalypse.
Cette croyance se distingue du soutien apporté par d'autres chrétiens à Israël et au sionisme pour des raisons autres que religieuses. Par sa compréhension biblique littérale du sujet, elle se distingue également du caractère « non religieux » du sionisme. Les évangéliques considèrent que l'existence même de l'État d'Israël ramènera Jésus sur terre, le fera définitivement reconnaître comme Messie et assurera le triomphe de Dieu sur les forces du mal, pendant que les juifs convertis au christianisme seront sauvés.
Le sionisme chrétien s'est progressivement développé aux États-Unis, où il est devenu une composante de la droite évangélique et bénéficie de la bienveillance du conservatisme sociétal.

## Histoire du sionisme chrétien

### Le restaurationnisme, début du sionisme chrétien
Des théologiens protestants comme les Britanniques Joseph Mede (1586-1635) et Richard Baxter (1615-1691), interprétant les prophéties de l'Ancien Testament, commencèrent à prédire une conversion massive des Juifs au christianisme et leur restauration en Israël.
En 1621, Sir Henry Finch (en) (1558-1625), membre du Parlement britannique affichant un protestantisme fervent, publia un ouvrage d'exégèse biblique intitulé The World's Great Restauration, or the Calling of the Jews dans lequel il prédisait le retour imminent des douze tribus d'Israël en Terre sainte.
Un écrivain et diplomate français, Isaac La Peyrère (1596-1676), secrétaire du prince de Condé, a exprimé à plusieurs reprises des points de vue théologiques en faveur d'un retour des Juifs en Palestine.
Aux XVIIIe et XIXe siècles, un courant chrétien proto-sioniste s'installa progressivement au cœur de l'Angleterre : le restaurationnisme. Un certain nombre de théologiens et de penseurs s'en sont faits les hérauts, à l'image de Thomas Newton (1704-1782), évêque de Bristol, ou de Anthony Ashley Cooper (1801-1885), comte de Shaftesbury.
Durant le siège de Saint-Jean-d'Acre (1799), le Moniteur, journal officiel de la République, publie le 3 prairial an VII (22 mai 1799) un communiqué déclarant que « Bonaparte a fait publier une proclamation dans laquelle il invite tous les juifs de l’Asie et de l’Afrique à venir se ranger sous ses drapeaux pour rétablir l’ancienne Jérusalem »,.
Ernest Laharanne, conseiller de Napoléon III appelle en 1860 à la Reconstitution de la nationalité juive.
Au XIXe siècle, le philosophe allemand Friedrich Nietzsche écrit : « C'est un fait que les juifs s'ils le voulaient pourraient dès maintenant exercer leur prépondérance et même littéralement leur domination sur l'Europe, c'est un fait qu'ils n'y travaillent pas et ne font pas de projet en ce sens. Ils aspirent à s'établir enfin quelque part où ils soient tolérés et respectés ».
Le désir de restaurer les Juifs en Terre sainte s'accompagnait souvent du vœu de les convertir : au cœur des efforts missionnaires résidait l'idée que la conversion des Juifs était un préalable au retour du Christ et à l'avènement de la fin des temps. À la tête de la London Society for Promoting Christianity among the Jews, fondée en 1808, le révérend anglican Lewis Way a contribué à populariser, notamment à travers son magazine The Jewish Expositor, l'idée qu'un retour des Juifs en Palestine hâterait leur conversion et le retour sur terre du Christ.
Au XIXe siècle, le proto-sionisme chrétien se répandit progressivement dans différentes confessions chrétiennes américaines. En 1891, le premier document américain en faveur du sionisme fut publié par un chrétien, sous la forme d'une pétition « en faveur de la restauration de la Palestine aux Juifs » et présenté au président des États-Unis Benjamin Harrison. Encouragé par les dirigeants sionistes Nathan Strauss et Louis Brandeis, l'auteur de la pétition, William Blackstone, parvint à présenter en 1917 au président Woodrow Wilson une nouvelle version de sa pétition qu'il accueillit favorablement.
William Hechler, chrétien restaurationniste germano-britannique, rencontra le 10 mars 1896 à Vienne Théodore Herzl, théoricien du sionisme juif moderne. Une amitié et une collaboration entre les deux hommes s'ensuivit. Hechler étant tuteur du prince héritier du grand-duc de Bade, il réussit à organiser en 1898 deux rencontres entre Théodore Herzl et Guillaume II qui contribuèrent à crédibiliser le sionisme.
Les dirigeants sionistes surent faire jouer la fibre religieuse des dirigeants chrétiens qu'ils rencontraient. Ainsi, Chaïm Weizmann connaissait les influences familiales philosémites et restaurationnistes de David Lloyd George, ministre des Finances puis Premier ministre britannique de 1916 à 1918. De même, Arthur Balfour, homme pieux, était profondément séduit par la perspective du rétablissement d'un pouvoir juif en Palestine.

### Le sionisme chrétien et l'État d'Israël depuis 1948
La naissance d'Israël a ému de nombreux chrétiens évangéliques dans le monde entier. De nombreux militants chrétiens sionistes présentent les événements de 1948 comme fondateurs de leur activité, comme David Allen Lewis, qui, à quinze ans, était déjà sensibilisé à la question par une série de prêches donnés dans son église des Assemblées de Dieu, à Britton, dans le Dakota du Sud.
Les évangéliques dressèrent un parallèle entre la proclamation officielle de la création d'Israël et les versets d'Ésaïe 66 : 7-8 affirmant qu'un pays ne peut naître en un jour, si ce n'est celui du peuple élu.
Selon un de ses collaborateurs, Clark Clifford, le président Harry Truman était très pieux et récitait souvent ce dernier verset, ce qui le conduisit à reconnaître, contre les recommandations du département d'État, l'État d'Israël, seulement onze minutes après qu'il eut été proclamé. À la suite de ce soutien, le président Harry Truman, ovationné par le Jewish Theological Seminary de New York, affirma : « Je suis Cyrus, je suis Cyrus », référence au roi perse qui autorisa les Juifs à rentrer à Jérusalem et donna l'ordre de reconstruire le Temple de Jérusalem détruit par Nabuchodonosor II.
Après la création d'Israël en 1948, des protestants libéraux ont soutenu le mouvement, mais s’en sont officiellement distancé en 1967 après la Guerre des Six Jours en raison de l’utilisation de forces armées.
La guerre des Six Jours a été le déclencheur qui a permis à nombre de chrétiens évangéliques de passer d'un soutien spirituel fondé sur la prière à des actions pratiques en faveur de la restauration juive en Palestine. L'unification de Jérusalem et la prise par Israël de terres faisant partie de l'Israël biblique a réjoui des chrétiens sionistes comme le pasteur américain et télévangéliste Jerry Falwell ou Cheryl Morrison. À partir de 1967, les chrétiens sionistes créèrent des organisations d'aide humanitaire ambitieuses pour fournir une assistance financière aux Israéliens et aux Juifs du monde entier.
En 1968, Martin Luther King Jr. compare l’anti-sionisme à l’antisémitisme.
Cependant, bien que diffus dans la société américaine, le sionisme chrétien moderne est resté confiné aux débats théologiques de la communauté évangélique jusque dans les années 1970.
Ému par l'aventure israélienne, sioniste passionné, le pasteur, théologien et docteur en linguistique sémitique G. Douglas Young a beaucoup contribué au rapprochement entre évangéliques et Israéliens. Il fonda en 1957 un institut rebaptisé Jerusalem University College qui, en 1971, organisa une conférence à laquelle participèrent plus de 1 500 délégués venus de 30 pays qui célébra l'unité de Jérusalem sous contrôle juif. G. Douglas Young a également créé en 1976 l'organisation Bridges for Peace (BFP), conçue dans l'objectif de bénir le peuple juif. Pour Jerry Falwell, militant de la droite évangélique : « Les chrétiens doivent démontrer amour et préoccupation sincères pour le peuple juif, comme Dieu l'ordonne. »
Le Premier ministre israélien de 1977 à 1983, Menahem Begin, encouragea les croyances des sionistes chrétiens. Il cultiva ses liens avec un certain nombre de dirigeants évangéliques fondamentalistes comme Jerry Falwell, David Allen Lewis, Hal Lindsey, Pat Robertson. Menahem Begin entretint d'ailleurs une véritable amitié avec Jerry Falwell, qui reçut le prix Jabotinsky, témoignage d'une grande reconnaissance des milieux nationalistes israéliens.
En 1978, le pasteur pentecôtiste américain David Allen Lewis, fonda avec d'autres dirigeants protestants, dont le professeur méthodiste Franklin Litell, la National Christian Leadership Conference for Israel (NCLCI), qui avait vocation à fédérer les chrétiens sionistes au-delà de leurs dénominations.
En 1980, un groupe d'évangéliques résidant à Jérusalem mené par le théologien néerlandais Jan Willem van der Hoever a fondé l'International Christian Embassy Jerusalem (ICEJ), un « acte de solidarité » à la suite du vote de la Knesset établissant Jérusalem comme la capitale « une et indivisible » d'Israël. L'ICEJ s'est beaucoup développé, multipliant ses activités de la publication de bulletins d'information à des programmes d'aide aux entreprises et aux immigrants juifs, notamment originaires d'Union soviétique.
Depuis 1981, le pasteur évangélique John Hagee, à la tête d'une mégachurch, l'église Cornerstone de San Antonio au Texas, organise chaque année dans son église une « Nuit pour honorer Israël », sorte de soirée de gala au cours de laquelle il célèbre la nation israélienne et les liens unissant juifs et chrétiens. Passionné d'interprétation biblique et prophétique, le pasteur a publié de nombreux ouvrages apocalyptiques dans la ligne de la pensée chrétienne sioniste qui s'est largement diffusée depuis le début des années 1980.
Dans les années 1990, les chrétiens sionistes ont renforcé leurs relations avec le mouvement néoconservateur américain et avec la droite israélienne, bien que le développement du processus de paix, devant aboutir contre leur souhait à une division de la terre donnée par Dieu aux Juifs, leur ait fait perdre de l'importance. Certains dirigeants évangéliques modérés, tels Billy Graham, ont également soutenu le mouvement.
L'élection d'un président républicain dont la diplomatie était orientée par les néoconservateurs très favorables à Israël et hostiles aux États arabes antisionistes et le traumatisme provoqué par les attentats du 11 septembre 2001 ont donné aux chrétiens sionistes l'occasion de peser davantage politiquement. Les références à un combat commun aux États-Unis et à Israël se sont multipliées dans le discours politique américain.
En 2006, John Hagee fonda la Christians United for Israel (CUFI), un groupe de pression qui est rapidement devenu le plus gros réseau de chrétiens favorables à Israël.
Les chrétiens sionistes ont relayé les options néoconservatrices en faveur d'Israël et hostiles à toutes décisions allant dans le sens d'un abandon de la terre promise par Dieu au peuple juif.
Ainsi, la décision du gouvernement d'Ariel Sharon de se retirer de la bande de Gaza en 2005 a été très mal perçue par ces milieux, qui y voient la destruction d'un projet devant permettre le retour de Jésus-Christ. Un des pasteurs connu de la droite religieuse américaine (Pat Robertson) a ainsi sous-entendu le 6 janvier 2006 dans son émission Le Club 700 sur Christian Broadcasting Network (CBN) que l'accident vasculaire cérébral d'Ariel Sharon était une vengeance divine contre le retrait de Gaza : « Dieu éprouve de l'hostilité à l'égard de ceux qui divisent Sa terre […] Et à chaque Premier ministre d'Israël qui décide de la découper et d'y renoncer, Dieu dit : « Non, ceci est Mien ». Ariel Sharon divisait la terre de Dieu », déclaration qui semble aussi interpréter l'assassinat de Yitzhak Rabin comme une punition divine. Cette attitude explique que les sionistes chrétiens soient aux États-Unis hostiles à toute intervention américaine en faveur de négociations israélo-palestiniennes. Ils influencent dans ce sens certains députés ou sénateurs républicains.
Depuis les années 2000, le sionisme chrétien est un des marqueurs de la droite chrétienne américaine, au même titre que la lutte contre l'avortement, la défense des valeurs morales et familiales, l'hostilité au mariage homosexuel.
Ce courant comprend parmi ses principaux représentants des personnalités antisémites, tels que les pasteurs John Hagee, pour qui Adolf Hitler fut « le bras armé de dieu », Robert Jeffress, selon lequel tous les juifs sont destinés à l'enfer.

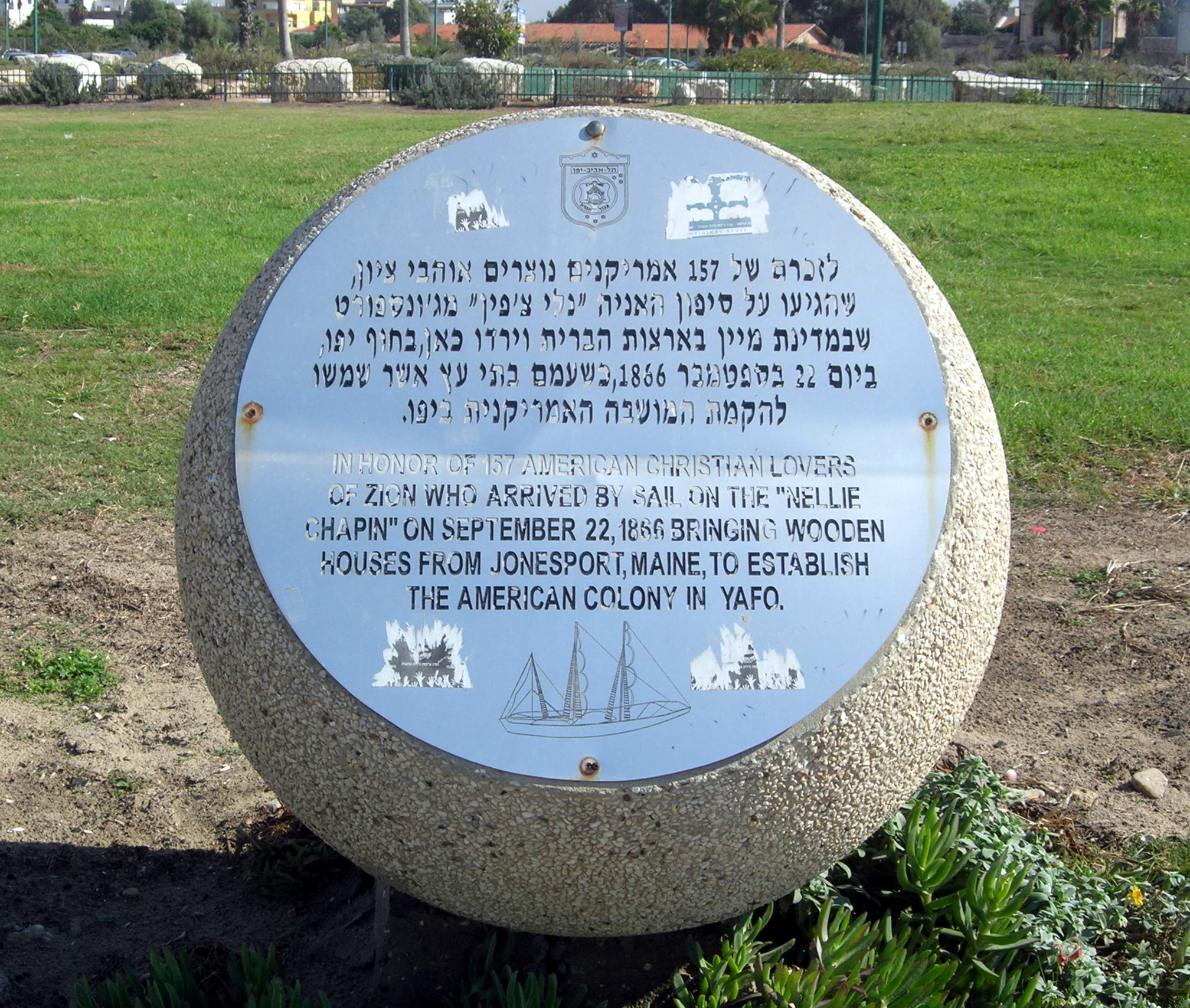
Plaque commémorant l'arrivée de sionistes chrétiens américains à Jaffa en 1866.

## Relations entre le sionisme chrétien et le sionisme juif
Bien que l'objectif des sionistes chrétiens ne soit pas le même que celui des Juifs sionistes puisqu'il implique à terme la conversion de ces derniers, ce courant de pensée représente un soutien fervent aux sionistes religieux les plus radicaux pour la fondation du « Grand Israël », c'est-à-dire Israël dans ses frontières bibliques, incluant les territoires palestiniens, voire au-delà.
De fait, les Juifs du monde entier ne sont pas tous favorables aux sionistes chrétiens. La communauté juive américaine, majoritairement démocrate, n'est pas unanime dans son appréciation du phénomène. Les Juifs de gauche se méfient des sionistes chrétiens, le plus souvent très conservateurs. Cependant, les soupçons de judéophobie ou d'antisémitisme à l'égard des évangéliques ont été progressivement écartés comme en témoigne l'évolution de l'appréciation d'Abraham Foxman, dirigeant de la Anti-Defamation League, qui, après avoir été hostile au sionisme chrétien, est devenu un pragmatique convaincu de la sincérité et de l'utilité du sionisme évangélique.
L'auteur et polémiste américano-israélien Ze'ev Chafets témoigne également de cette évolution, de la méfiance au soutien pragmatique : « J'ai longtemps cherché des preuves que les évangéliques ne sont pas sincères, sont cyniques ou déviants dans leur attitude envers Israël et les Juifs, et je n'en ai pas trouvé. Peut-être qu'ils aiment trop les Juifs. Peut-être qu'ils aiment les Juifs pour de mauvaises raisons. Mais pour le moment, les chrétiens évangéliques ne sont pas nos ennemis. Ce sont les ennemis de nos ennemis, et ils veulent être acceptés et appréciés. En échange, ils offrent une alliance de temps de guerre et un partenariat total avec l'Amérique judéo-chrétienne. C'est une offre que les Juifs américains devraient envisager tant qu'elle est encore sur la table. »
La droite israélienne apprécie ce soutien perçu comme utile bien qu'elle se méfie du fait du souhait exprimé par les sionistes chrétiens que les Juifs reconnaissent finalement en Jésus le Messie. Pour le pasteur Jerry Falwell, aimer le peuple juif est un commandement divin et cet amour justifie le souhait de sa conversion. De toute façon, pour Jerry Falwell, les Juifs doivent accepter que les chrétiens pratiquent l'évangélisation à leur égard comme à l'égard de toute l'humanité, car c'est une « vocation irrévocable » de l'Église définissant ce qu'être chrétien signifie réellement. À cet égard, l'existence du groupe des Juifs messianiques, qui se définissent comme ethniquement Juifs mais qui disent reconnaître en Jésus le Sauveur, entretient chez les sionistes chrétiens l'espoir d'une conversion de masse du peuple juif.
Le mouvement néoconservateur, qui regroupe notamment un certain nombre de penseurs juifs ayant quitté la gauche démocrate trop timorée à leurs yeux à l'égard des régimes autoritaires, en particulier des dictatures arabes anti-israélienne, a contribué au rapprochement entre Israël, le sionisme juif et le sionisme chrétien. Ainsi, dès 1984, Irving Kristol, plaidait dans la revue Commentary : « Pourquoi est-ce que les Juifs devraient se préoccuper de la théologie d'un prêcheur fondamentaliste ? […] En quoi ces abstractions théologiques ont-elles de l'importance en comparaison du fait plus prosaïque que ce même prêcheur est vigoureusement pro-Israël ? »
En 1995, Elliott Abrams, autre figure de proue du mouvement néoconservateur, souligna le déclin du pouvoir politique des Juifs américains et la nécessité pour eux de s'allier avec les évangéliques,, ce qui a contribué à répandre l'idée d'une droitisation de la communauté juive américaine.

## Croyances
Les croyances du mouvement se basent notamment sur Genèse 12,3 : « Je bénirai ceux qui te béniront, Et je maudirai celui qui te maudira » et Jean 4:22 qui cite Jésus affirmant que le salut vient des juifs.

### L'élection divine du peuple juif
Malgré la filiation juive du christianisme, certains chrétiens ont développé l'idée que si le peuple juif était initialement le peuple élu, son refus de reconnaître en Jésus le Messie a entraîné son rejet par le Tout-Puissant. Alors s'est répandu l'idée que les références aux Juifs et à Israël dans la Bible étaient en réalité des références allégoriques à l'Église. Saint Augustin affirmait ainsi que la dispersion des Juifs était la conséquence d'une punition divine pour avoir rejeté Jésus. L'Église devient dans cette perspective le nouvel Israël, l'Israël selon l'esprit par opposition à l'Israël selon la chair. Portée à son plus haut degré, cette théorie affirme que les promesses faites par Dieu à Abraham, de même que les prophéties, s'adressent à l'Église et non au peuple juif.
Cette doctrine, parfois dite du supersessionisme, n'est pas unanimement acceptée par les théologiens chrétiens. Plusieurs passages de l'Ancien et du Nouveau Testaments affirment le caractère perpétuel de l'élection divine d'Israël, y compris après le sacrifice du Christ.
Les chrétiens évangélistes contemporains, auxquels se rattachent les chrétiens sionistes, ont tiré les conclusions du caractère perpétuel de l'élection divine d'Israël en définissant le statut de l'Église et des Arabes, ces derniers étant descendants d'Ismaël.
Pour ces évangélistes, l'Église, constituée des vrais chrétiens, ceux qui ont vécu une nouvelle naissance et ont accepté Jésus comme leur Sauveur personnel, est également élue de Dieu, mais Dieu a des projets différents pour l'Église, les Juifs et le reste de l'humanité, : « Dieu a souvent plusieurs objectifs pour différents groupes, et Ses buts pour chaque groupe sont toujours mutuellement compatibles. […] Tout comme Israël a été élu, l'Église l'a été aussi. Leurs tâches spécifiques sont différentes, mais tous deux sont élus. »
Pour les évangélistes, la bénédiction de Dieu à Abraham par la multiplication de la postérité (Genèse 16 : 10) s'applique aux Arabes, assimilés aux descendants d'Ismaël. Ils se défendent donc d'être anti-arabes. Mais la promesse de Dieu au sujet de la Terre sainte s'est transmise selon eux à travers les seuls Isaac et Jacob (Genèse 17 : 19) et non à Modèle:Mot manquant et Ésaü, frère de Jacob.

### Le don de la terre d'Israël au peuple juif
Une fois intégrée l'idée selon laquelle le peuple juif est resté le peuple élu, les chrétiens sionistes lisent la Bible en interprétant littéralement les mentions qui y sont faites du peuple juif, de Jérusalem, d'Israël. À la lumière de cette interprétation, de nombreux versets bibliques indiquent que Dieu a donné la Terre sainte aux Juifs.
Pour les chrétiens sionistes, aimer et apporter son soutien à Israël ne relève pas du choix, car il s'agit d'un ordre divin : Dieu demande à ses fidèles de prier pour la paix de Jérusalem (Psaumes 122 : 6), de ne point se taire pour l'amour de Sion (Ésaïe 62 : 1), de consoler le peuple juif (« Consolez, consolez mon peuple dit votre Dieu » (Ésaïe 40 : 1), Jésus affirme que « le salut vient des Juifs » (Jean 4 : 22).
Plusieurs versets bibliques sont régulièrement cités par les sionistes afin de légitimer la possession par le peuple juif de la terre d'Israël.
- Genèse 12 : 1-2 : « L'Éternel dit à Abraham : Va-t'en de ton pays, de ta patrie, et de la maison de ton père, dans le pays que je te montrerai. Je ferai de toi une grande nation, et je te bénirai. »
- Genèse 13 : 14-15 : « L'Éternel dit à Abraham, après que Loth se fut séparé de lui : Lève les yeux, et, du lieu où tu es, regarde vers le nord et le midi, vers l'Orient et l'Occident ; car tout le pays que tu vois, je le donnerai à toi et à ta postérité pour toujours. »
- Genèse 17 : 8 : « Je te donnerai, et à tes descendants après toi, le pays que tu habites comme étranger, tout le pays de Canaan, en possession perpétuelle, et je serai leur Dieu. »
- Ésaïe 19 : 24-25 : « En ce même temps, Israël sera, lui troisième, Uni à l'Égypte et à l'Assyrie, Et ces pays seront l'objet d'une bénédiction. L'Éternel des armées les bénira, en disant : Bénis soient l'Égypte, mon peuple, Et l'Assyrie, œuvre de mes mains, et Israël, mon héritage. »
- Deutéronome 1 : 8 : « Voyez, j'ai mis le pays devant vous ; allez, et prenez possession du pays que l'Éternel a juré à vos pères, Abraham, Isaac et Jacob, de donner à eux et à leur postérité après eux. »

### Le sionisme chrétien et les récits apocalyptiques
C'est dans les textes bibliques prophétiques et eschatologiques que les chrétiens sionistes fondent également leurs conceptions favorables au peuple juif et à l'État d'Israël : livres d'Ézéchiel et Daniel et Apocalypse de Jean.
- Le Livre d'Ézéchiel annonce la restauration des Juifs sur leur terre et la destruction des envahisseurs futurs. Ézéchiel annonce que Dieu se lèvera pour protéger son peuple, massacrer les ennemis d'Israël et juger les hommes. La promesse abrahamique sera tenue, les Juifs dispersés parmi les nations seront ramenés sur leur terre et le Temple sera reconstruit[41] ;
- Le Livre de Daniel prédit la montée en puissance de divers royaumes, ennemis d'Israël, qui seront finalement vaincus par Dieu à la fin des temps[42] ;
- L'Apocalypse de Jean, qui est le texte eschatologique chrétien le plus développé, fait référence à la Bête et à son signe (666) et à la confrontation finale du Bien et du Mal.

Pour les chrétiens évangélistes, ces prophéties sur la fin des temps font explicitement référence au peuple juif. Les chrétiens évangélistes sont en désaccord sur l'interprétation des versets 20 : 1-6 de l'Apocalypse de Jean : la question est de savoir si Jésus viendra au début ou à la fin du « millénium », période conclusive de l'histoire humaine se terminant par mille ans de paix, prospérité et justice. La première opinion s'est répandue chez les évangéliques, pessimiste car elle affirme que seul le retour de Jésus peut apporter la justice aux hommes incapables de la créer eux-mêmes. Il faut donc hâter le retour du Christ pour qu'advienne le règne millénaire du Christ, mais pour hâter ce retour, il faut organiser celui des Juifs dans la terre qui leur a été donnée par Dieu.
Les chrétiens sionistes s'appuient sur les œuvres du prêtre anglican John Nelson Darby qui a théorisé la division de l'histoire de l'humanité en « dispensations », une succession d'âges divins pendant lesquels les rapports entre Dieu et les hommes varient. Cette thèse a été décrite par le théologien Thimothy Weber dans son ouvrage On the Road of Armageddon.
Pour les sionistes chrétiens, les Juifs, peuple terrestre de Dieu, connaîtront la période des Tribulations, précédant le millénium. L'Antéchrist, qui pourrait être un Juif selon le pasteur sioniste chrétien Jerry Falwell, après avoir promu la paix dans le monde et unifié celui-ci et protégé Israël, se retournera contre le peuple juif et en particulier contre ceux qui se convertiront au christianisme. À l'issue de cette période, Dieu ayant vaincu son ennemi lors de la bataille d'Armageddon, les Juifs se convertiront et reconnaîtront en Jésus leur Messie et alors le jugement dernier pourra avoir lieu et le millénium s'accomplir.

## Critiques

### Condamnation du sionisme chrétien par des Églises d'Orient
En août 2006, quatre représentants des Églises d'Orient et du christianisme oriental ont publié un texte désignant le sionisme chrétien comme une doctrine fausse, contraire à l'esprit du christianisme. La déclaration est signée par Michel Sabbah, patriarche latin de Jérusalem, Swerios Malki Mourad de l'Église syriaque orthodoxe, Riah Abu El-Assal (en), évêque anglican de Jérusalem, et Munib Younan, évêque luthérien de Jérusalem.

### Position des autres Églises chrétiennes
Selon Albert de Pury, professeur à la faculté de théologie de l'université de Genève, « dès le XIXe siècle, ils s'engagent, des années avant les sionistes juifs, pour la création d'un État d'Israël en Palestine. Ils sont certes émus par les souffrances du peuple juif, s'élèvent contre l'antijudaïsme chrétien, mais voient surtout dans ce futur État la réinstauration de l'ancien Israël annoncée par des prophéties bibliques. Un homme politique britannique comme Lord Balfour (sa déclaration de 1917 prévoit l'établissement d'un foyer national juif en Palestine) appartenait à ce courant évangéliste ». « Ces mouvements n'ont aucune idée de ce que sont les Églises d’Orient. On peut même parler de mépris. Cela crée des tensions au sein du protestantisme dont le courant majoritaire s'engage pour la création d'un État palestinien et une paix juste au Proche-Orient. Ces militants messianiques n'ont aucune notion des enjeux politiques réels sur le terrain. Pour eux, seule compte leur vision biblique qui les conduit à soutenir les positions israéliennes les plus extrémistes ».
De fait, les représentants locaux des Églises catholique, orthodoxe, épiscopalienne, et luthérienne ont publié le 22 août 2006 un document œcuménique, la « Déclaration de Jérusalem sur le sionisme chrétien » qui formule des critiques similaires.